# Bratrstvo (film, 2009)
Bratrstvo (v originále Broderskab) je dánský hraný film z roku 2009, který režíroval Nicolo Donato podle vlastního scénáře. Film popisuje vztah dvou příslušníků neonacistické skupiny tápajících mezi svou homosexuální orientací a doktrínou jejich hnutí. Snímek měl světovou premiéru na Mezinárodním filmovém festivalu v Římě 21. října 2009.

## Děj
Lars je důstojníkem v dánské armádě a jeho nadřízený mu kvůli neoficiální stížnosti na jeho chování mimo kasárna a nedostatečnému respektu u podřízených vojáků zamezí kariérní postup. Opustí proto službu v armádě a vrátí k rodičům, dominantní matce a mlčenlivému otci. Po večerech se setkává s přáteli a seznámí se se dvěma skinheady, kteří jsou řadovými členy neonacistické skupiny. Jimmy a Michael jsou proti iráckým žadatelům o azyl, kteří žijí v nedalekém uprchlickém centru. Lars se jim za jejich názory vysmívá, nicméně je pozván na oslavy slunovratu, kterou pořádá jejich neonacistická skupina. O několik dní později se Lars nepohodne s matkou, odchází od rodičů a odstěhuje se k Michaelovi. Zpočátku se příliš vzájemně nesnášejí, ale postupně si na sebe zvyknou a pracují společně na rekonstrukci chaty, kterou vlastní Ebbe, politický šéf neonacistické skupiny. Vytváří se mezi nimi erotické napětí a po večeři se spoustou vína se spolu vyspí. Druhý den ráno se cítí trapně, nicméně milostný vztah mezi nimi pokračuje. Pokračují v opravě domu a Jimmy zasvěcuje Larse do nacistické propagandy. Při jednom setkání skupiny Ebbe zakazuje další útoky na gaye, neboť to vrhá na neonacisty špatné světlo. Lars provokuje členy (a zejména Jimmyho) tvrzením, že také Ernst Röhm byl homosexuál. Večer v hospodě Jimmy slovně napadá Iráčana, který ho zbije. Lars a Jimmův bratr Patrick vezmou Jimmyho do domu na pláži. Patrick na Larse žárlí a závidí mu, protože má získat plné členství ve skupině dřív než on. Když pak Larse a Jimmiho tajně pozoruje oknem, vidí, že se objímají v posteli. O několik dní později se Patrick zeptá Jimmiho na jeho milostný vztah k Larsovi, což nemůže popřít. Patrick poté navštíví Michaela. Ebbe se nečekaně objeví ve svém domě na pláži, aby viděl, jak pokročila renovace. Objeví rozestlanou postel, ve které evidentně spali dva lidé. Na dalším setkání skupiny Michael připraví Jimmymu a Larsovi překvapení. Oba je odveze v dodávce na neznámé místo, kde jsou členy skupiny zmláceni. O pár dní později se oba rozhodnou společně odjet. Zatímco v noci nakládají věci do auta, Jimmy je jedním neonacistou několikrát bodnut do břicha. Jimmy leží v kómatu v nemocnici, kde ho navštíví Patrick a Lars. Není jasné, zda se vůbec někdy probudí. Patrick opouští nemocnici a jde na oslavu se svými neonacistickými přáteli, kde se nachází i útočník na jeho bratra.

## Obsazení
| Thure Lindhardt    | Lars    |
| David Dencik       | Jimmy   |
| Nicolas Bro        | Michael |
| Morten Holst       | Patrick |
| Hanne Hedelund     | matka   |
| Lars Simonsen      | otec    |
| Anders Heinrichsen | Lasse   |
| Jon Lange          | Bo      |
| Claus Flygare      | Ebbe    |
| Signe Egholm Olsen | Karina  |
| Johannes Lassen    | Kenneth |
| Peter Plaugborg    | Sergent |
| Michael Grønnemose | Laust   |

## Ocenění
- nominace na dánskou filmovou cenu Bodil (nejlepší herec v hlavní roli, nejlepší herec ve vedlejší roli)
- šest nominací na dánskou filmovou cenu Robert (nejlepší dánský film, nejlepší režie nejlepší herec ve vedlejší roli, nejlepší filmová hudba, nejlepší píseň, nejlepší masky)
- nominace na nejlepší film na mezinárodním filmovém festivalu v São Paulu
- dvě ocenění na Rome Film Fest: nejlepší film, režisér Nicolo Donato